# Marathrum pusillum
Marathrum pusillum là một loài thực vật có hoa trong họ Podostemaceae. Loài này được P. Royen mô tả khoa học đầu tiên năm 1950.